# Liste der Stolpersteine in Hof (Saale)

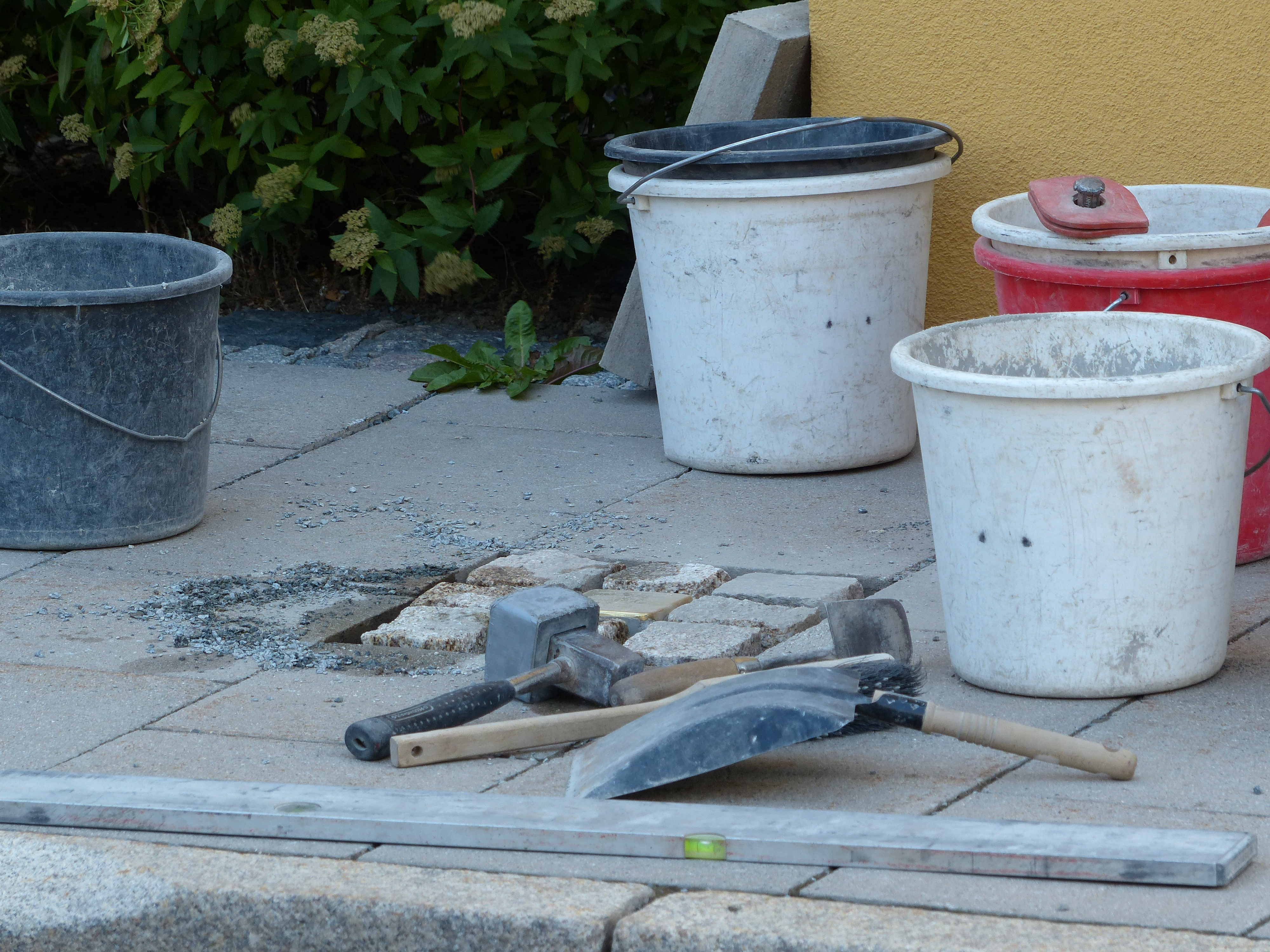
Verlegung, 2015

Der einzige Stolperstein in Hof (Saale) ist dem Widerstandskämpfer Hans Merker gewidmet. Stolpersteine, ein Kunstprojekt von Gunter Demnig, gedenkt Opfern des Nationalsozialismus, die vertrieben, verhaftet, deportiert, ermordet oder in den Suizid getrieben wurden. Auf der Oberseite der Betonquader mit zehn Zentimeter Kantenlänge ist eine Messingtafel verankert, die Auskunft über Namen, Geburtsjahr und Schicksal der Personen gibt, derer gedacht werden soll. Die Steine sind in den Bürgersteig vor den ehemaligen Wohnhäusern der Opfer der nationalsozialistischen Gewaltherrschaft eingelassen.
Die Verlegung des ersten Stolpersteins in Hof wurde maßgeblich von der Arbeitsgruppe „Schule ohne Rassismus – Schule mit Courage“ des Jean-Paul-Gymnasiums angeregt. Finanziert wurde die Aktion von der Stadt Hof sowie durch einen Beitrag der Hofer SPD-Fraktion. Kurz nach der Verlegung wurde das kleine Mahnmal beschmiert und mit Farbe übergossen.

## Stolperstein
In der oberfränkischen Stadt Hof wurde bislang erst ein Stolperstein verlegt.
| Stolperstein | Inschrift | Standort                       | Name, Leben |
| ------------ | --- | ------------------------------ | --- |
|              | HIER WOHNTE HANS MERKER JG. 1904 IM WIDERSTAND / KPD VERHAFTET AUG. 1933 ´VORBEREITUNG ZUM HOCHVERRAT´ DACHAU BIS 1935 1939 BUCHENWALD ERMORDET 5.1.1945 ROSSLA | Döbereinerstraße 12 (Standort) | Hans Merker wurde am 24. Oktober 1904 in Hof geboren, schloss sich mit 18 Jahren dem Metallarbeiter-Verband an und wurde 1924 zunächst Mitglied der SPD. 1929 trat er zur KPD über. Als KPD-Organisationsleiter war er aktiv im Widerstand gegen die NS-Diktatur. Er sollte bereits im März 1933 verhaftet werden, konnte jedoch rechtzeitig für eine Weile abtauchen. Nach seiner Verhaftung wurde ihm im August 1933 wegen Vorbereitung des Hochverrats der Prozess gemacht. Er blieb bis 1935 inhaftiert, überwiegend im KZ Dachau, zeitweilig auch im Gefängnis St. Georgen-Bayreuth. Er setzte seine Widerstandstätigkeit fort und wurde beim Kriegsausbruch 1939 erneut verhaftet. Er wurde als politischer Häftling im KZ Buchenwald interniert und am 5. Januar 1945 im Bahnhof Roßla von SS-Männern erschossen. |

## Verlegedatum
30. Juli 2015